# 龍谷大学ラグビー部
龍谷大学ラグビー部（りゅうこくだいがくラグビーぶ、Ryukoku University Rugby Football Club）は、現在、関西大学ラグビーリーグ戦のBリーグに所属する龍谷大学のラグビー部。
1989年に3度目の挑戦でAリーグに昇格し、1998年まではAリーグ中位の成績を残し続けて大学選手権に6度出場した。しかし1999年以降はAリーグの下位に甘んじていたため、2004年に啓光学園高等学校を5度の全国優勝に導いた記虎敏和を監督に迎え、強化を図ったが、結果が出ず2007年度に入替戦に敗北し、Bリーグに降格した。以降はBリーグ3度の優勝を含めてAリーグとの入替戦に多数出場しているが、いずれも敗れており昇格を逃している。

## タイトル
- 全国地区対抗大学ラグビーフットボール大会 : 1回
1989

※年は全て年度。

## 主な在籍選手
- 佐賀誠人 （主将、SH / 京都成章高）
- 北尾侑靖 （副将、FL / 天理高）
- 長谷川恭良（副将、CTB / 京都工学院高）

## 過去の主な所属選手
- 大内寛文（FL、元日本代表 / 竹原高 → リコー → 当チーム → リコー）
- 羽根田智也（LO、元日本代表、元ワールド / 関西大倉高出身）
- 大薮正光（CTB、元日本代表、元トヨタ自動車 / 花園高出身）
- 高木重保（FL・PR、元日本代表、元ヤマハ発動機ジュビロ / 報徳学園高出身）
- 三木亮平（WTB、トヨタ自動車ヴェルブリッツ → ワールドファイティングブル → ホンダヒート → パナソニック ワイルドナイツ / 京都学園高出身）
- 河本明哲（FL・No.8、元ヤマハ発動機ジュビロ / 啓光学園高出身）
- 伊東力（WTB、7人制日本代表、ヤマハ発動機ジュビロ / 諫早農業高出身）
- 松本力哉（No.8、ヤマハ発動機ジュビロ / 汎愛高出身）
- 巴山凌輔（CTB、東芝ブレイブルーパス / 東海大仰星高出身）
- 松木勇斗（SH、横浜キヤノンイーグルス / 東海大仰星高出身）